# Lettische Eishockeyliga 1998/99
Die Saison 1998/99 war die achte Spielzeit der lettischen Eishockeyliga, der höchsten lettischen Eishockeyspielklasse. Meister wurde zum insgesamt dritten Mal in der Vereinsgeschichte der HK Nik’s Brih Riga.

## Modus
In der Hauptrunde absolvierten die sieben Mannschaften jeweils zwölf Spiele. Die vier bestplatzierten Mannschaften qualifizierten sich für die Finalrunde, in der der Meister ausgespielt wurde. Die übrigen drei Mannschaften nahmen an einer Platzierungsrunde teil. In der zweiten Saisonphase wurden die Punkte aus der Hauptrunde gegen die jeweiligen Gruppengegner der zweiten Saisonphase übernommen. Für einen Sieg erhielt jede Mannschaft zwei Punkte, bei einem Unentschieden gab es einen Punkt und bei einer Niederlage null Punkte.

## Hauptrunde

### Tabelle
|    | Klub                        | Sp | S  | U | N  | Tore    | Punkte |
| -- | --------------------------- | -- | -- | - | -- | ------- | ------ |
| 1. | HK Nik’s Brih Riga          | 12 | 11 | 1 | 0  | 119:048 | 23     |
| 2. | HK Lido Nafta Riga          | 12 | 8  | 1 | 3  | 082:045 | 17     |
| 3. | Dinamo 81 Riga              | 12 | 7  | 2 | 3  | 070:047 | 16     |
| 4. | Essamika Ogre/LB/Juniors-82 | 12 | 5  | 1 | 6  | 050:058 | 11     |
| 5. | HK Laterna Riga             | 12 | 5  | 1 | 6  | 064:045 | 11     |
| 6. | DHL Riga                    | 12 | 2  | 2 | 8  | 042:072 | 6      |
| 7. | LB/Prizma-83 Riga           | 12 | 0  | 0 | 12 | 041:153 | 0      |

Sp = Spiele, S = Siege, U = unentschieden, N = Niederlagen, OTS = Overtime-Siege, OTN = Overtime-Niederlage, SOS = Penalty-Siege, SON = Penalty-Niederlage

## Zweite Saisonphase

### Finalrunde
|    | Klub                        | Sp | S | U | N | Tore  | Punkte |
| -- | --------------------------- | -- | - | - | - | ----- | ------ |
| 1. | HK Nik’s Brih Riga          | 6  | 5 | 0 | 1 | 39:27 | 21     |
| 2. | HK Lido Nafta Riga          | 6  | 4 | 0 | 2 | 34:19 | 14     |
| 3. | Dinamo 81 Riga              | 6  | 3 | 0 | 3 | 35:27 | 11     |
| 4. | Essamika Ogre/LB/Juniors-82 | 6  | 0 | 0 | 6 | 15:50 | 2      |

Sp = Spiele, S = Siege, U = unentschieden, N = Niederlagen, OTS = Overtime-Siege, OTN = Overtime-Niederlage, SOS = Penalty-Siege, SON = Penalty-Niederlage

### Platzierungsrunde
|    | Klub              | Sp | S | U | N | Tore  | Punkte |
| -- | ----------------- | -- | - | - | - | ----- | ------ |
| 1. | HK Laterna Riga   | 4  | 4 | 0 | 0 | 50:08 | 16     |
| 2. | DHL Riga          | 4  | 2 | 0 | 2 | 19:25 | 8      |
| 3. | LB/Prizma-83 Riga | 4  | 0 | 0 | 4 | 12:48 | 0      |

Sp = Spiele, S = Siege, U = unentschieden, N = Niederlagen, OTS = Overtime-Siege, OTN = Overtime-Niederlage, SOS = Penalty-Siege, SON = Penalty-Niederlage